# 馬晋
馬 晋（ば しん、マ・ジン、英語: Ma Jin、1988年5月7日 - ）は、中華人民共和国の女子バドミントン選手。ロンドン五輪の混合ダブルス銀メダリスト。女子ダブルスと混合ダブルスの2種目で世界ランク1位を達成している。

## 経歴
王暁理、鄭波、徐晨との3ペアで世界ランク1位を達成している。
2012年ロンドンオリンピックでは、徐晨との混合ダブルスで銀メダルを獲得。